# Rolls-Royce Corniche

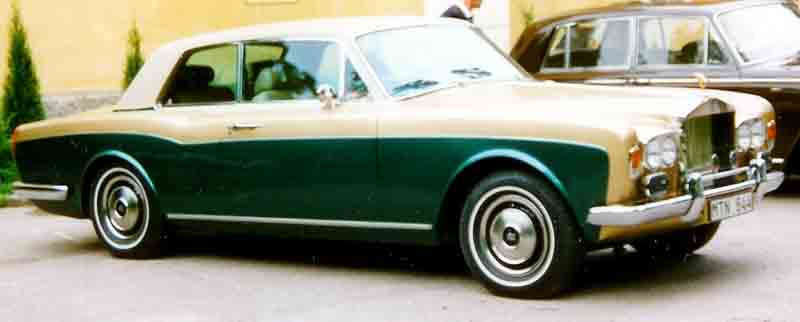
Rolls-Royce Corniche Coupé, 1977

Rolls-Royce Corniche, benannt nach der Küstenstraße Corniche zwischen Monaco und Nizza, ist eine Modellbezeichnung des britischen Herstellers Rolls-Royce.
Unter diesem Namen wurden von 1971 bis 1995 die Coupé- und Drophead Coupé- (Cabriolet-) Varianten des Rolls-Royce Silver Shadow und von 2000 bis 2002 die Rolls-Royce-Version des Bentley Continental R vermarktet.
Zeitweilig gab es von der Schwestermarke Bentley ein Parallelmodell Bentley Corniche, das 1984 in Bentley Continental umbenannt wurde. Den Namen Corniche hatte schon 1939 ein Prototyp auf Basis des Bentley Mark V getragen, der aber wegen des Kriegsausbruches nicht mehr in Serie gegangen war.

## Corniche (1971–1987)

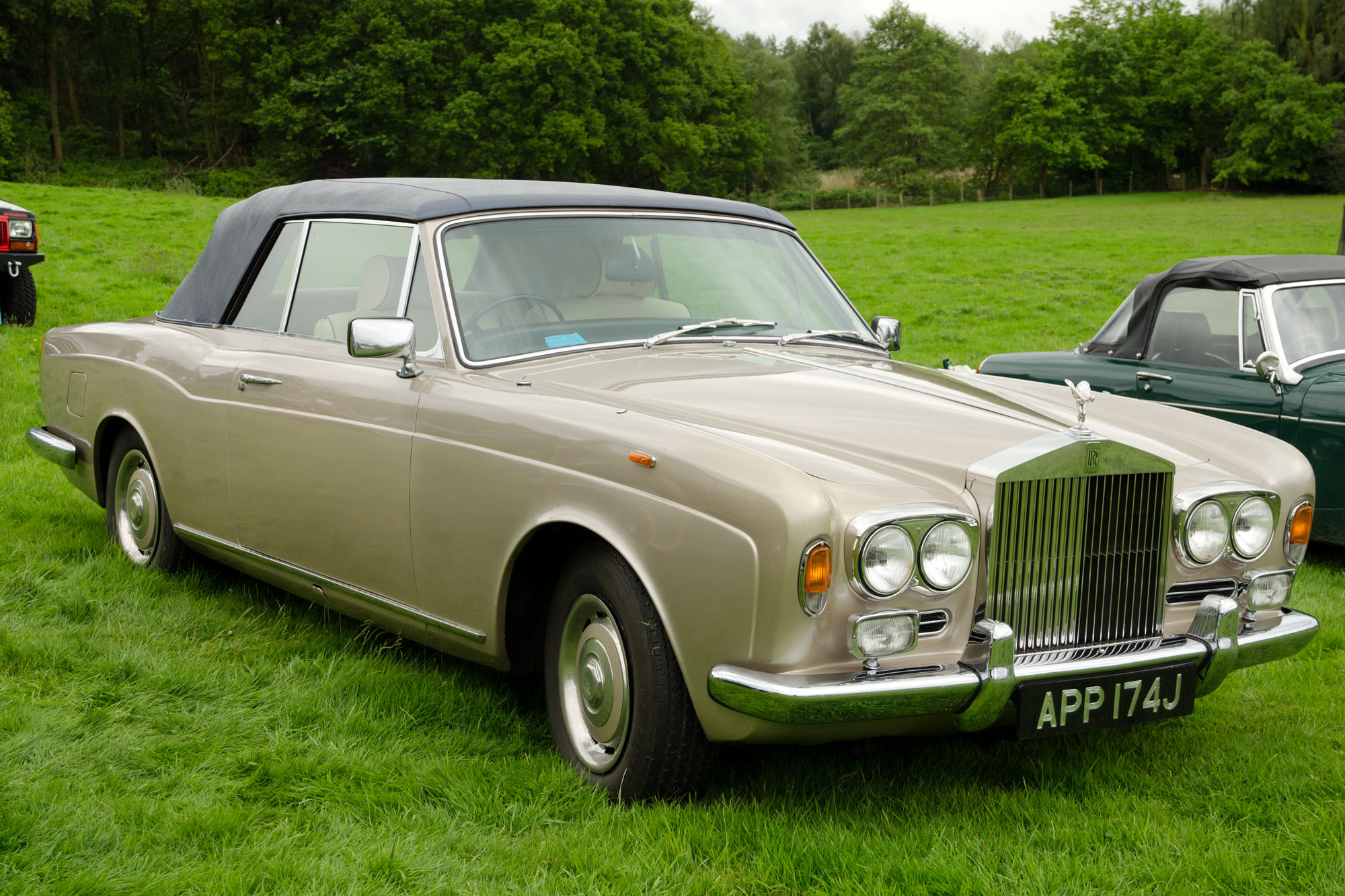
Rolls-Royce Corniche I – typische Chromstoßstangen

Der Name Corniche wurde 1971 für die seit 1965 beziehungsweise 1967 gefertigten Coupé- und Cabrioletversionen des Silver Shadows eingeführt. Offiziell nannte Rolls-Royce sie Two Door Saloon, da sie platzmäßig ähnliche Maße wie die viertürigen Saloons aufwiesen. Die Fahrzeuge wurden beim zu Rolls-Royce gehörenden Karosseriebauer Mulliner Park Ward in London hergestellt.
Das Corniche Coupé wurde 1982 aus dem Angebot genommen.
Der Corniche besaß den regulären V8-Motor des Hauses mit Motorblock aus einer Aluminium-Silizium-Legierung (Alusil), Aluminium-Zylinderköpfen und nassen, gusseisernen Zylinderlaufbuchsen. 104,1 mm Bohrung und 99,1 mm Hub ergaben einen Gesamthubraum von 6750 cm³. Anfänglich war der Motor mit zwei SU-Vergasern, ab 1975 mit einem Solex-Vierfachvergaser bestückt. Ab 1980 wurde eine Bosch-Einspritzung verwendet.
Die Dreigangautomatik, eine Turbo Hydramatic 400, stammte von General Motors. Das Fahrwerk wies Einzelradaufhängung rundum und Schraubenfedern an Vorder- und Hinterachse auf, ferner eine automatische Niveauregulierung (von Rolls-Royce unter Verzicht auf die pneumatischen Dämpfer unter Citroën-Lizenz hergestellt), zunächst an allen vier, später nur an den Hinterrädern. Für Verzögerung sorgten Scheibenbremsen rundum, ab 1972 in innenbelüfteter Ausführung.
Der Radstand von 3042 mm wurde 1974 auf 3048 und 1979 auf 3061 mm gestreckt.
Als Cabrio kostete der Corniche 1971 rund 148.000 DM.

## Corniche II (1988–1989)

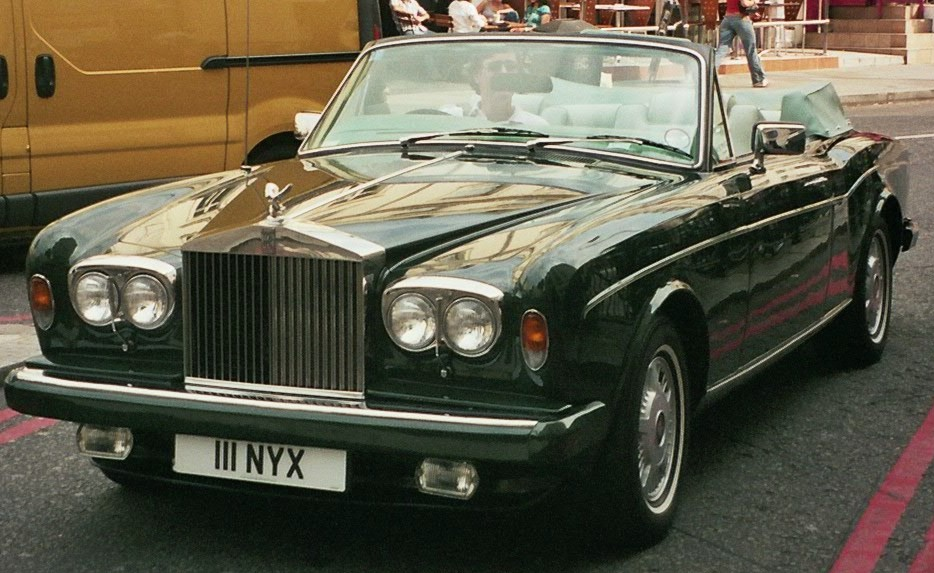
Rolls-Royce Corniche II

1988 wurde das Modell nach einer Modellpflege in Corniche II umbenannt. Die Chromstoßstangen wichen Einheiten aus Aluminium und Gummi, wurden in Wagenfarbe geliefert, ebenso die Außenspiegel. Der Kühler bestand aus Aluminium, das Öl erhielt einen eigenen Ölkühler. ABS war nun Serie, Airbags waren nicht lieferbar. Weitere Änderungen waren neue Felgen, neue Rückfahrleuchten neben dem hinteren Nummernschild, neue Sitze und ein überarbeitetes Armaturenbrett. Die optisch auffälligste Änderung ist der durchgehende Mitteltunnel.

## Corniche III (1989–1993)
Der Corniche III wurde auf der Frankfurter IAA im Herbst 1989 vorgestellt. Einzige größere Neuerung gegenüber dem Corniche II waren die serienmäßigen Airbags. Die Stoßstangen waren nun nicht mehr schwarz ausgeführt, sondern in Wagenfarbe lackiert, das Fahrwerk erfuhr Verbesserungen. Im Interieur wurden Armaturenbrett und Mittelkonsole nachgebessert.

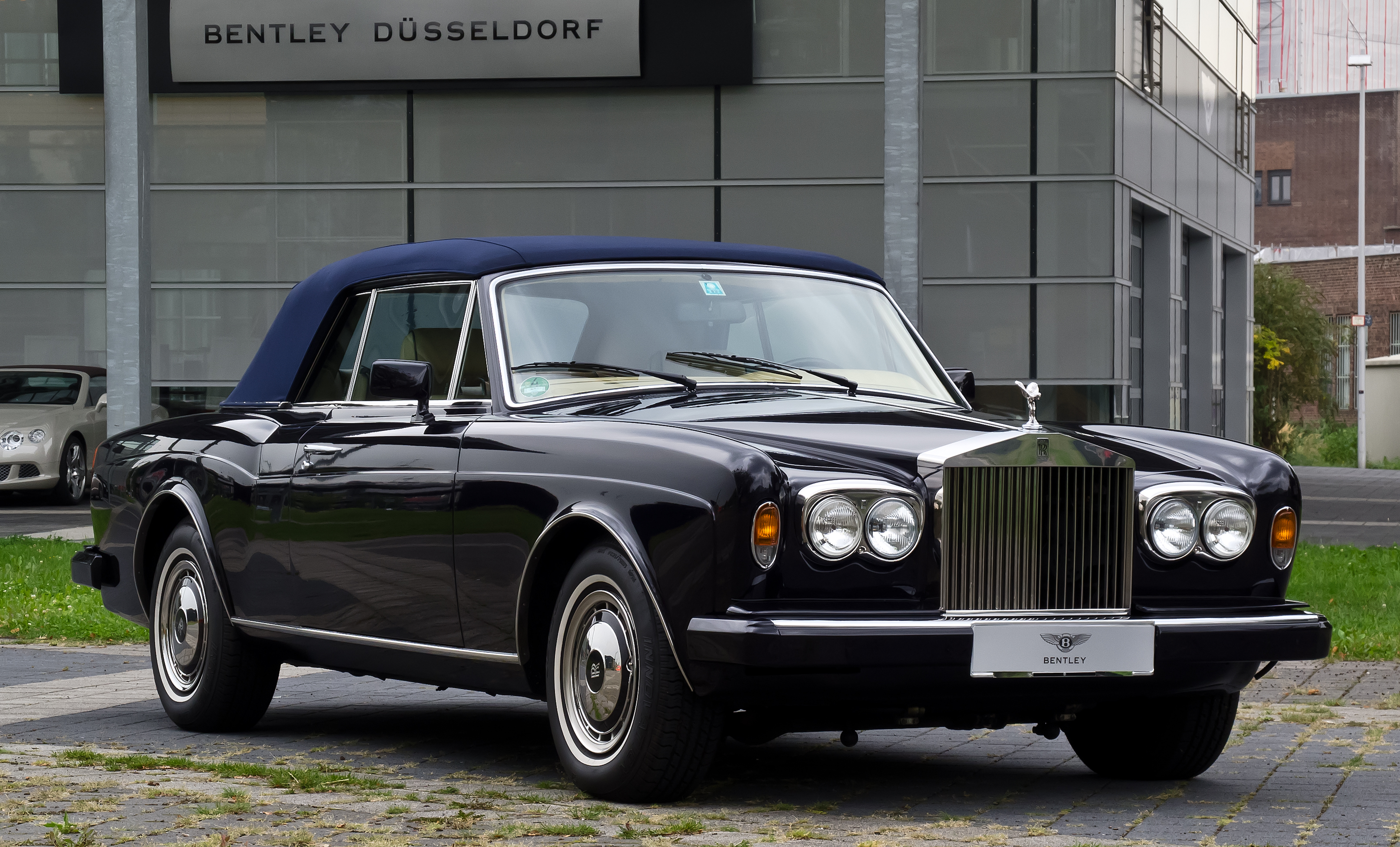
Rolls-Royce Corniche III, geschlossen
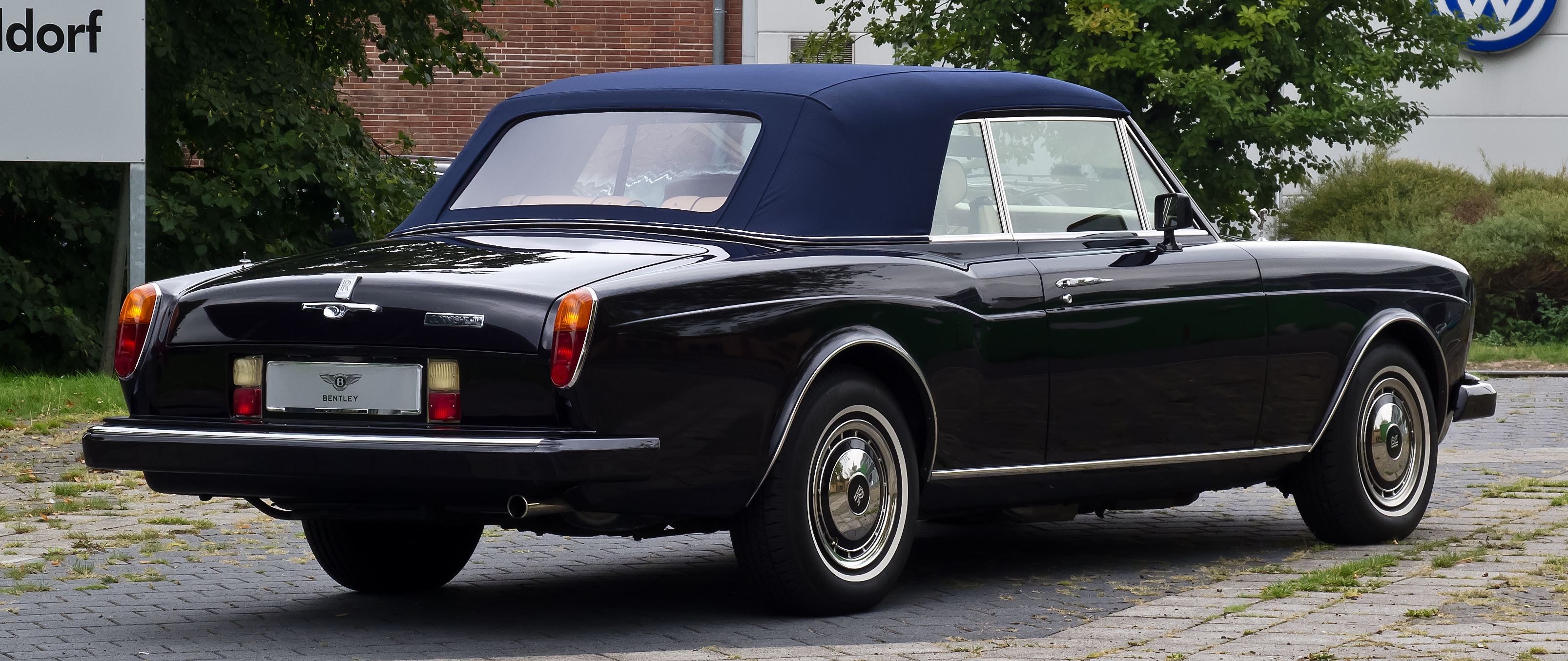
Heckansicht
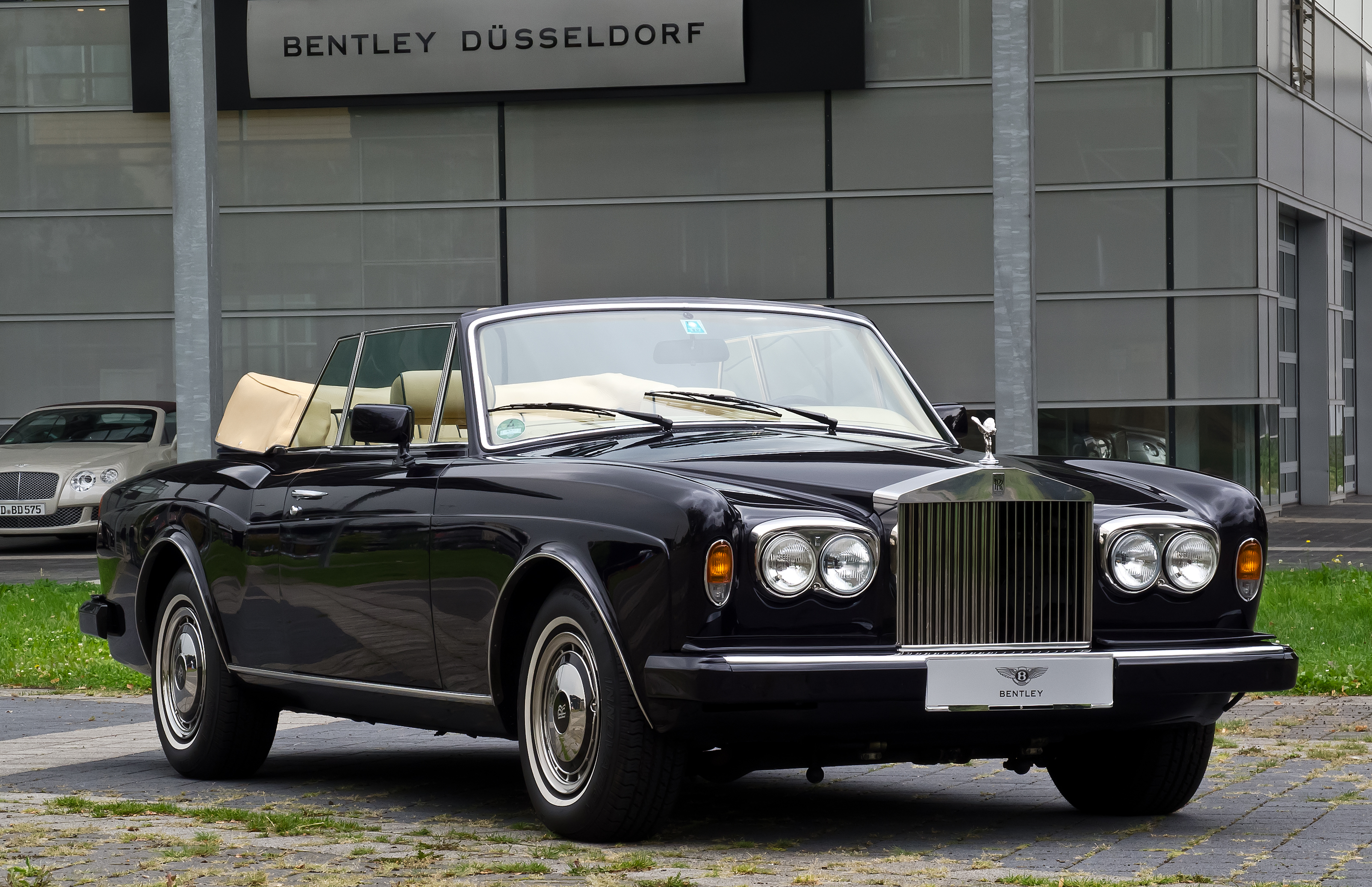
Rolls-Royce Corniche III, geöffnet
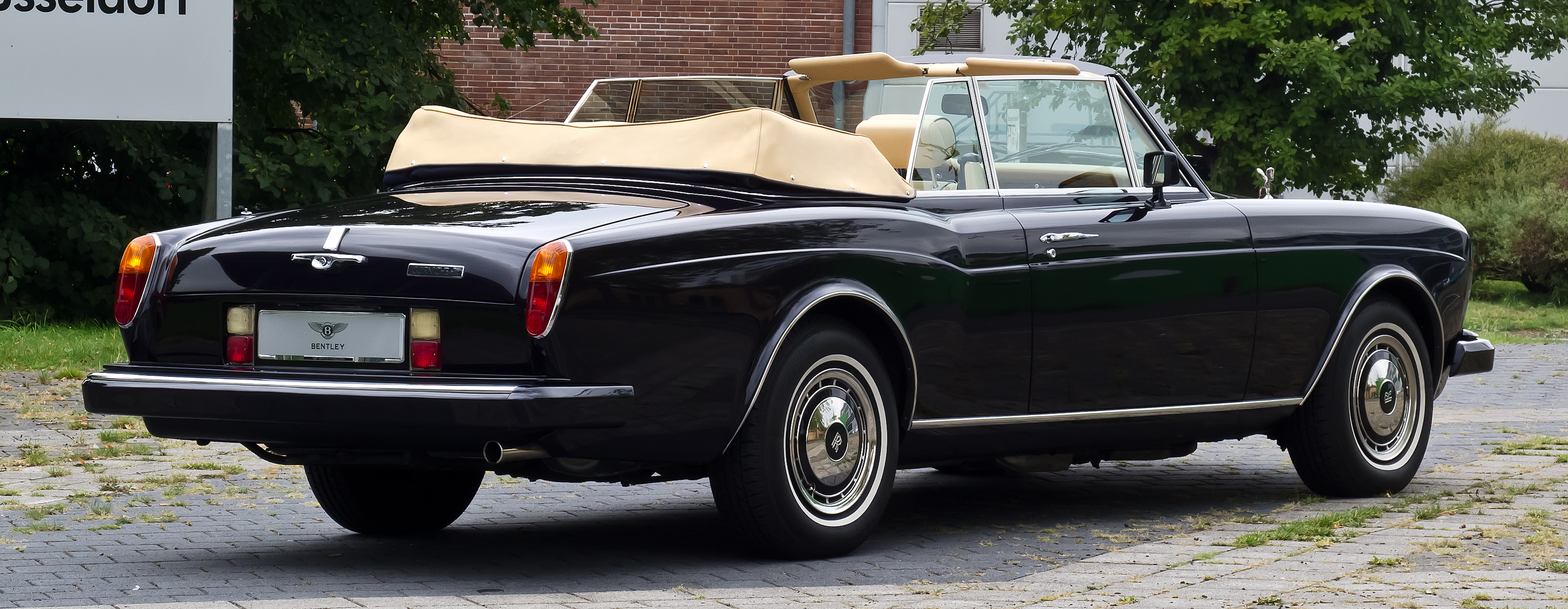
Heckansicht
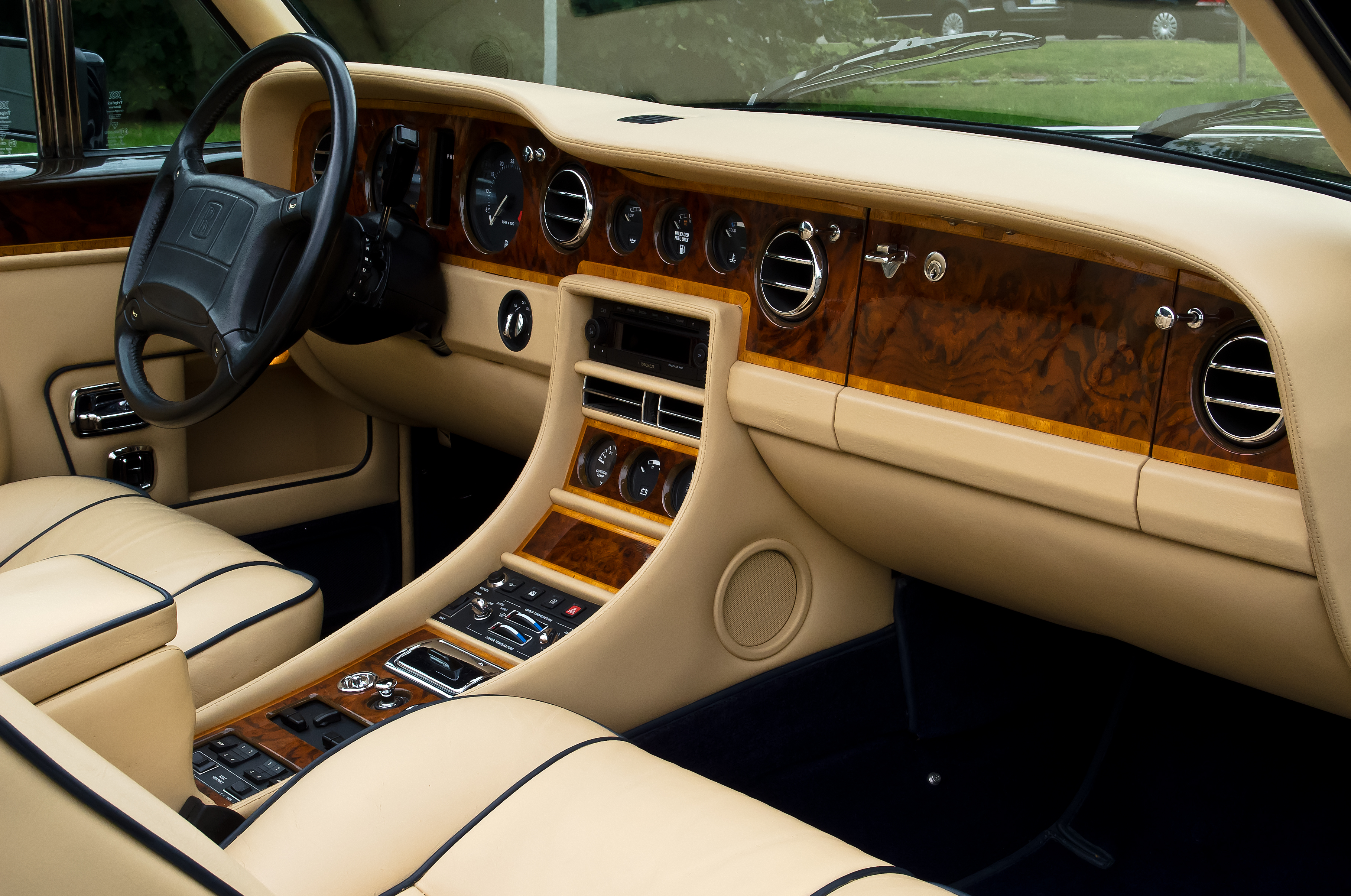
Innenraum

## Corniche IV (1993–1995)

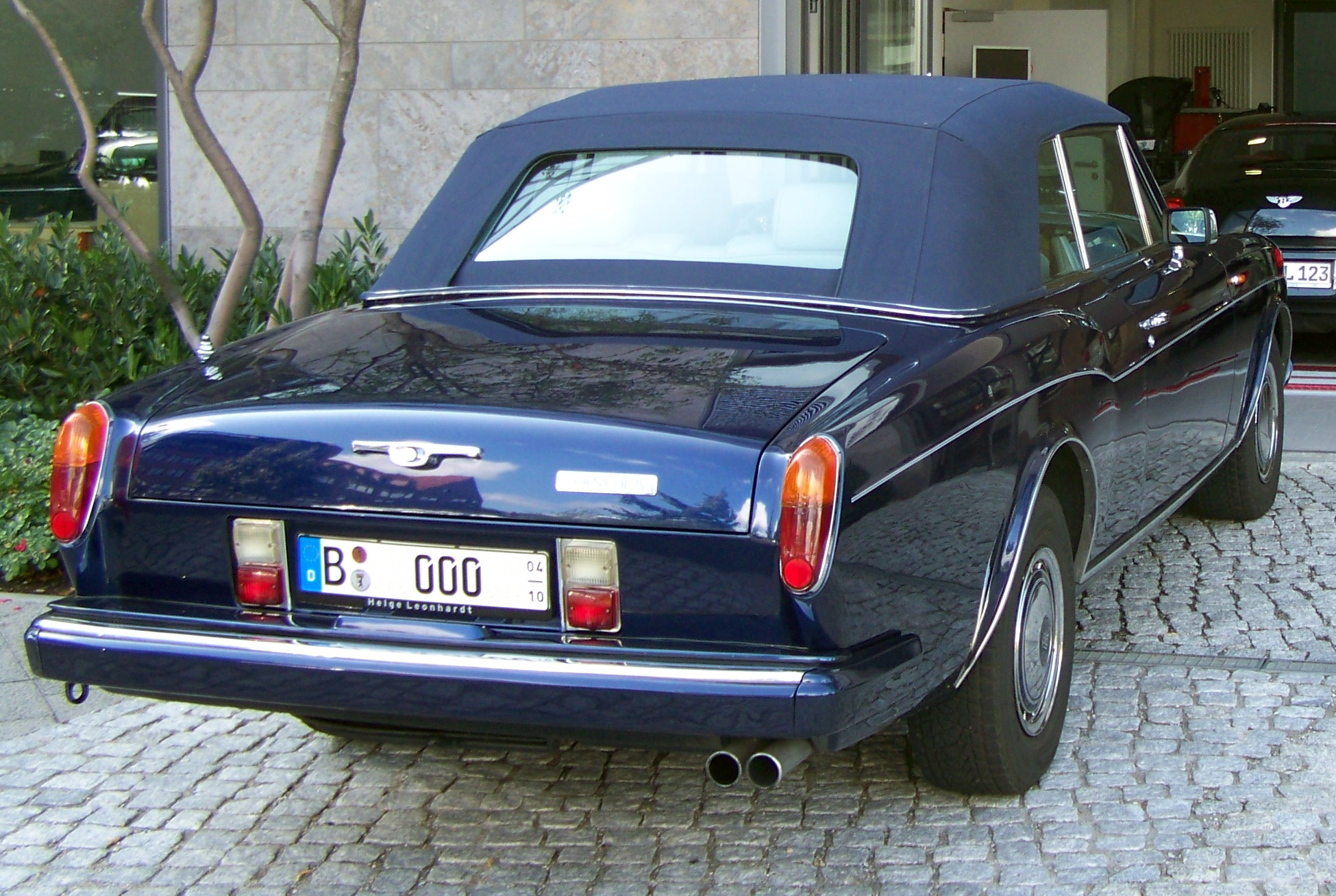
Rolls-Royce Corniche IV in Berlin

1993 wurde der Corniche IV vorgestellt. Nachdem Mulliner Park Ward geschlossen worden war, wurden die Wagen nun im Stammwerk in Crewe gefertigt. Anstelle der Plastik- kam eine Glasheckscheibe zur Verwendung, dazu wurde der Verdeckmechanismus überarbeitet, das manuelle Verriegeln entfiel. Zur Serienausstattung zählten neben Fahrer- und Beifahrerairbag auch eine FCKW-freie Klimaautomatik.
Die letzten 25 im Jahr 1995 hergestellten Corniche erhielten einen Turbomotor und hießen offiziell Corniche S.

## Corniche (2000–2002)

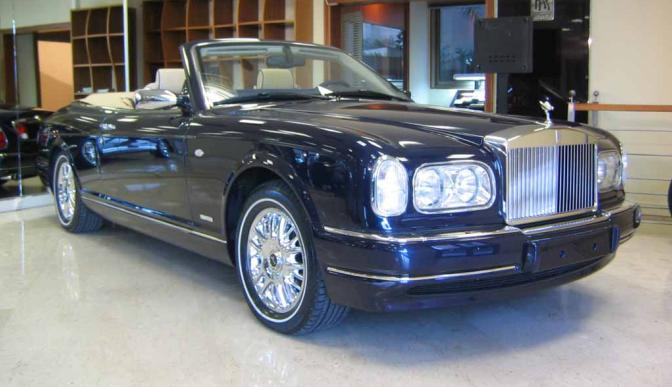
Rolls-Royce Corniche (2000–2002)

Im Januar 2000 stellte das Werk, als letzte Neuentwicklung vor der Übernahme durch BMW, ein neues Corniche-Cabriolet vor. Es wurde von einer turbogeladenen Version des 6,8 Liter großen Rolls-Royce-V8 angetrieben. Äußerlich ähnelte es dem kurz zuvor eingeführten Rolls-Royce Silver Seraph, basierte aber auf dem Bentley Continental R. Bis August 2002 entstanden von diesem knapp 550.000 SFr bzw. 360.000 US-$ teuren Cabriolet 374 Exemplare.

## Technische Daten
| Rolls-Royce                      | Corniche I                                                                | Corniche II                                                               | Corniche IV S                                                             | Corniche V                                                                |
| -------------------------------- | ------------------------------------------------------------------------- | ------------------------------------------------------------------------- | ------------------------------------------------------------------------- | ------------------------------------------------------------------------- |
| Motor:                           | 8-Zylinder-V-Motor (Viertakt), Gabelwinkel 90°                            | 8-Zylinder-V-Motor (Viertakt), Gabelwinkel 90°                            | 8-Zylinder-V-Motor (Viertakt), Gabelwinkel 90°                            | 8-Zylinder-V-Motor (Viertakt), Gabelwinkel 90°                            |
| Hubraum:                         | 6749 cm³                                                                  | 6749 cm³                                                                  | 6749 cm³                                                                  | 6749 cm³                                                                  |
| Bohrung × Hub:                   | 104,1 × 99,1 mm                                                           | 104,1 × 99,1 mm                                                           | 104,1 × 99,1 mm                                                           | 104,1 × 99,1 mm                                                           |
| Leistung bei 1/min:              | Keine offizielle Angabe ca. 147 kW (200 PS)                               | Keine offizielle Angabe ca. 147 kW (200 PS)                               | Keine offizielle Angabe ca. 221 kW (300 PS)                               | 242 kW (329 PS) bei 4000                                                  |
| Max. Drehmoment bei 1/min:       | Keine Angaben                                                             | Keine Angaben                                                             | Keine Angaben                                                             | 738 Nm/2100                                                               |
| Verdichtung:                     | 9:1                                                                       | 9:1                                                                       | 8:1                                                                       | 8:1                                                                       |
| Gemischaufbereitung:             | 2 SU-Vergaser                                                             | Einspritzung                                                              | Einspritzung, Turbolader                                                  | Einspritzung, Turbolader                                                  |
| Ventilsteuerung:                 | OHV, Antrieb über Kette                                                   | OHV, Antrieb über Kette                                                   | OHV, Antrieb über Kette                                                   | OHV, Antrieb über Zahnräder                                               |
| Kühlung:                         | Wasserkühlung                                                             | Wasserkühlung                                                             | Wasserkühlung                                                             | Wasserkühlung                                                             |
| Getriebe:                        | GM-Dreigang-Automatik Hinterradantrieb                                    | GM-Dreigang-Automatik Hinterradantrieb                                    | GM-Viergang-Automatik Hinterradantrieb                                    | GM-Viergang-Automatik Hinterradantrieb                                    |
| Radaufhängung vorn:              | Doppel-Dreiecklenker, Schraubenfedern                                     | Doppel-Dreiecklenker, Schraubenfedern                                     | Doppel-Dreiecklenker, Schraubenfedern                                     | Doppel-Dreiecklenker, Schraubenfedern                                     |
| Radaufhängung hinten:            | Längslenker, Schraubenfedern, autom. Niveauregulierung                    | Längslenker, Schraubenfedern, autom. Niveauregulierung                    | Längslenker, Schraubenfedern, autom. Niveauregulierung                    | Längslenker, Schraubenfedern, autom. Niveauregulierung                    |
| Bremsen:                         | Innenbelüftete Scheibenbremsen Vorn und hinten 279 mm, Servo, ab 1986 ABS | Innenbelüftete Scheibenbremsen Vorn und hinten 279 mm, Servo, ab 1986 ABS | Innenbelüftete Scheibenbremsen Vorn und hinten 279 mm, Servo, ab 1986 ABS | Innenbelüftete Scheibenbremsen, Vorn 340 mm, hinten 280 mm, Servo, ABS    |
| Lenkung:                         | Kugelumlauflenkung, servounterstützt ab 1977 Zahnstangenlenkung mit Servo | Kugelumlauflenkung, servounterstützt ab 1977 Zahnstangenlenkung mit Servo | Kugelumlauflenkung, servounterstützt ab 1977 Zahnstangenlenkung mit Servo | Kugelumlauflenkung, servounterstützt ab 1977 Zahnstangenlenkung mit Servo |
| Karosserie:                      | Stahlblech, selbsttragend                                                 | Stahlblech, selbsttragend                                                 | Stahlblech, selbsttragend                                                 | Stahlblech, selbsttragend                                                 |
| Spurweite                        | 1470 mm                                                                   | 1535 mm                                                                   | 1535 mm                                                                   | 1550 mm                                                                   |
| Radstand:                        | 3035 mm                                                                   | 3060 mm                                                                   | 3060 mm                                                                   | 3060 mm                                                                   |
| Abmessungen:                     | 5170 × 1830 × 1490 mm                                                     | 5200 × 1835 × 1520 mm                                                     | 5200 × 1835 × 1520 mm                                                     | 5405 × 1910 × 1475 mm                                                     |
| Leergewicht:                     | 2223–2322 kg                                                              | 2360 kg                                                                   | 2360 kg                                                                   | 2735 kg                                                                   |
| Höchstgeschwindigkeit:           | 190 km/h                                                                  | 190 km/h                                                                  | 225 km/h                                                                  | 225 km/h                                                                  |
| Beschleunigung (0–100 km/h):     | n. a.                                                                     | n. a.                                                                     | n. a.                                                                     | 8,5 s                                                                     |
| Verbrauch (Liter/100 Kilometer): | 17,5–22 S                                                                 | 25,4 S                                                                    | 25,6 S                                                                    | 27,5 S                                                                    |
| Preis (SFr):                     | 130.000–133.000 (1973)                                                    | 299.000 (1987)                                                            | DM 521.927 (1995)                                                         | 547.150 (2001)                                                            |

## Stückzahlen
- Rolls-Royce Corniche: 4347
  - Coupé (1971–1982): 1108
  - Cabriolet (1971–1987): 3239
- Bentley Corniche: 140
  - Coupé (1971–1982): 63
  - Cabriolet (1971–1984): 77
- Rolls-Royce Corniche II: 1226
- Rolls-Royce Corniche III: 452
- Rolls-Royce Corniche IV: 244
  - Corniche IV (1993–1995): 219
  - Corniche S (1995): 25
- Bentley Continental (1984–1994): 421
  - Bentley Continental Turbo (1992–1995): 8
- Corniche V (2000–2002): 374